# Башаринка
Башаринка (итал. Bassarinca) је насељено место у Републици Хрватској у Истарској жупанији. Административно је у саставу Града Пореча.

## Становништво
Према последњем попису становништва из 2011. године у насељу Башаринка живела су 82 становника који су живели у 31-ом домаћинству.
Кретање броја становника по пописима 1857—2001.
| година пописа  | 1857. | 1869. | 1880. | 1890. | 1900. | 1910. | 1921. | 1931. | 1948. | 1953. | 1961. | 1971. | 1981. | 1991. | 2001. | 2011. |
| бр. становника | 0     | 0     | 25    | 26    | 36    | 55    | 0     | 0     | 94    | 86    | 71    | 63    | 65    | 103   | 182   | 88    |

Напомена: У 1857., 1869., 1921. i 1931. подаци су садржани у насељу Нова Вас. Исказивано под именом Балзарини од 1880. до 1910. Као део насеља исказивано од 1880. до 1910. и 1948. 